# حديقة حيوان

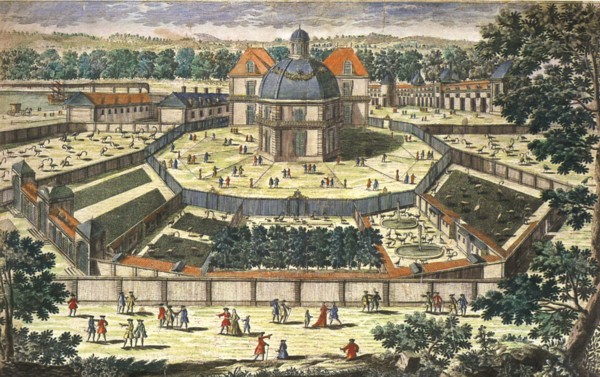
كان «مَعرض للوُحُوش» ملكي صغير في قصر فرساي خلال فترة حكم لويس الرابع عشر.

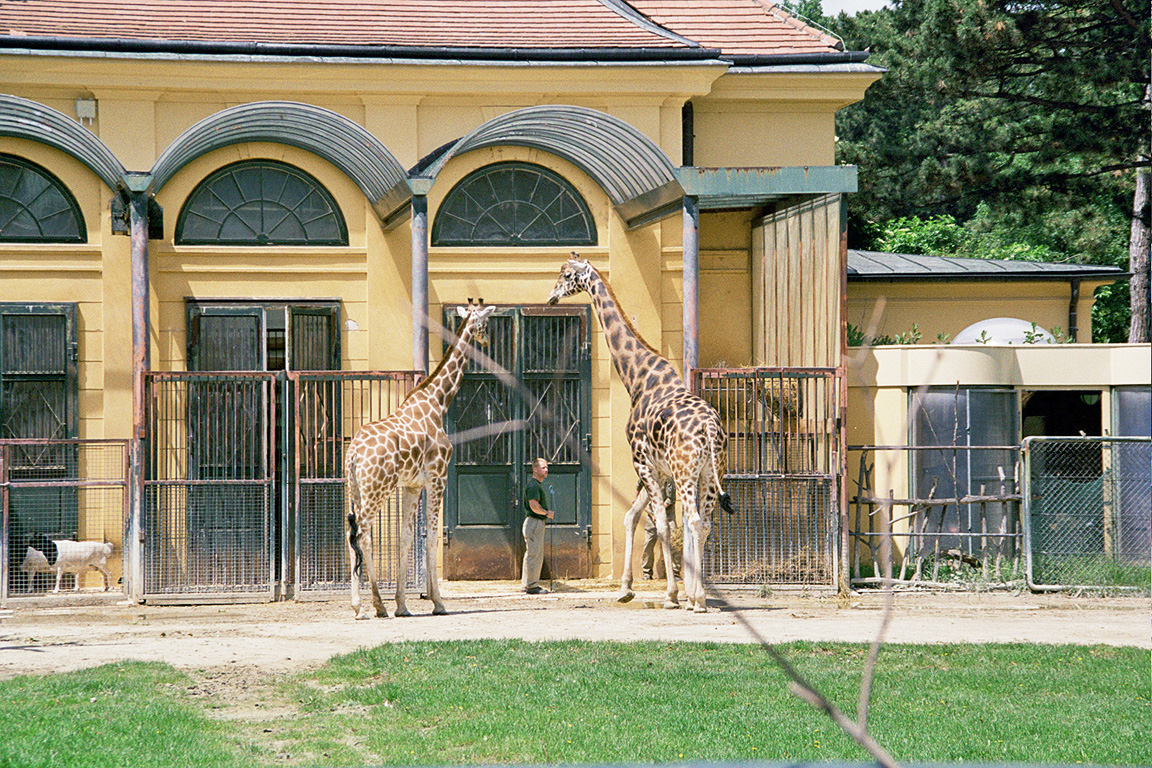
مجموعة من الزرافات في حديقة حيوان ملكية مصغرة بفيينا.

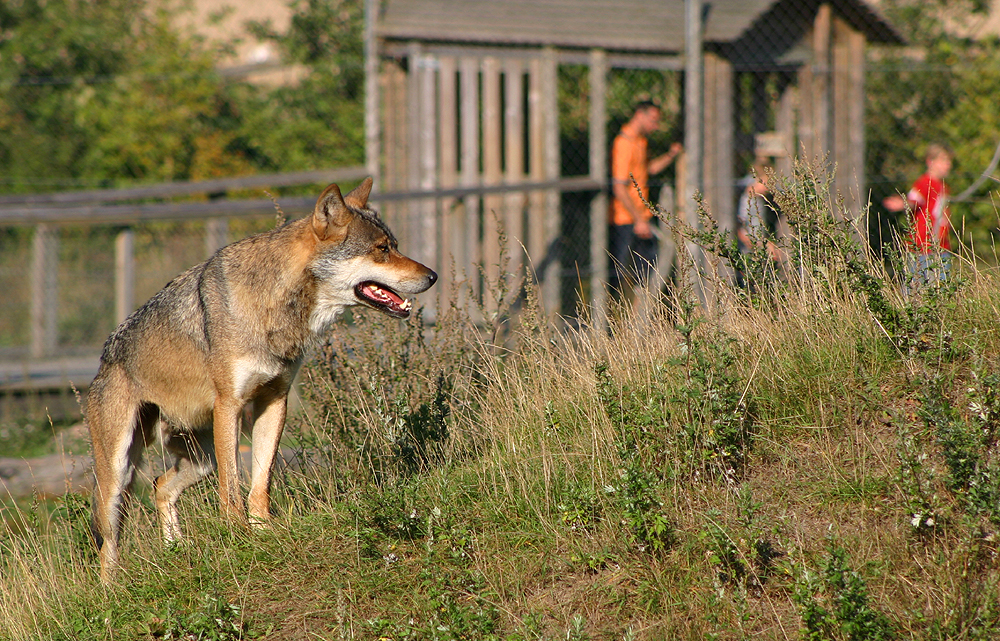
ذئب رمادي في إحدى حدائق الحيوان في الدنمارك.

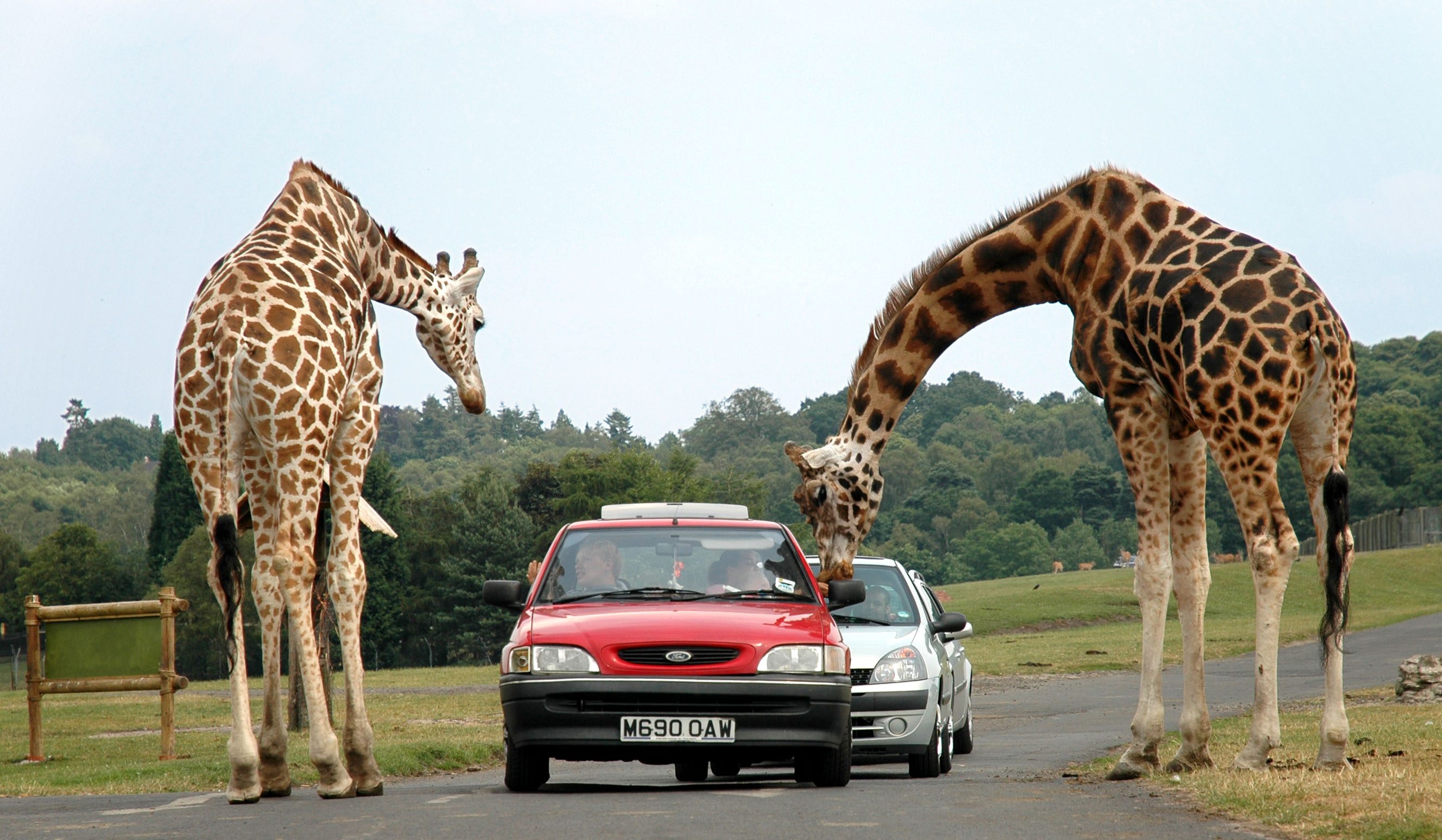
زوار يطعمون مجموعة من الزرافات في إحدى حدائق الحيوان المفتوحة في إنجلترا.

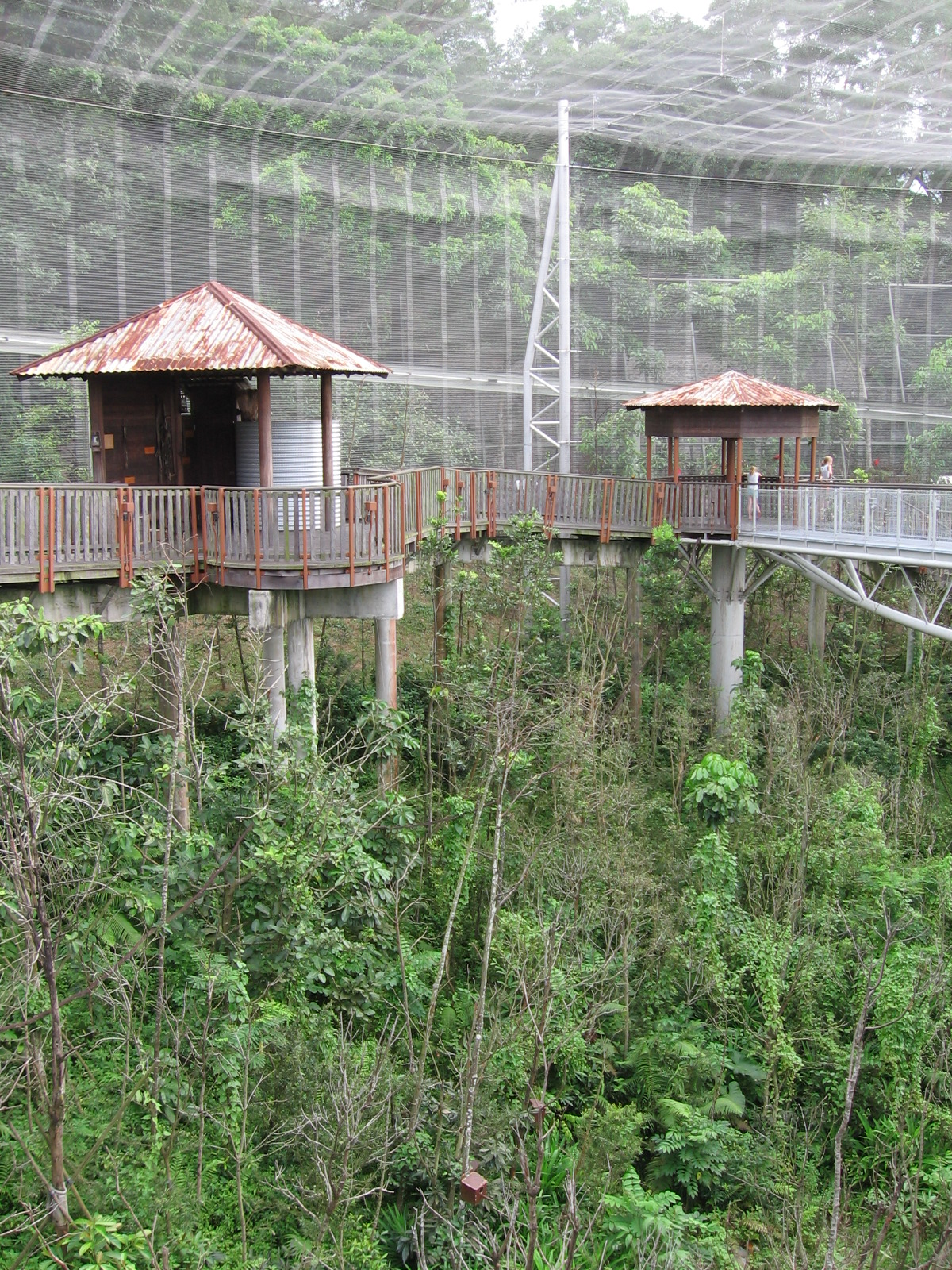
إحدى الممرات في مَطير حديقة الطيور في سنغافورة.

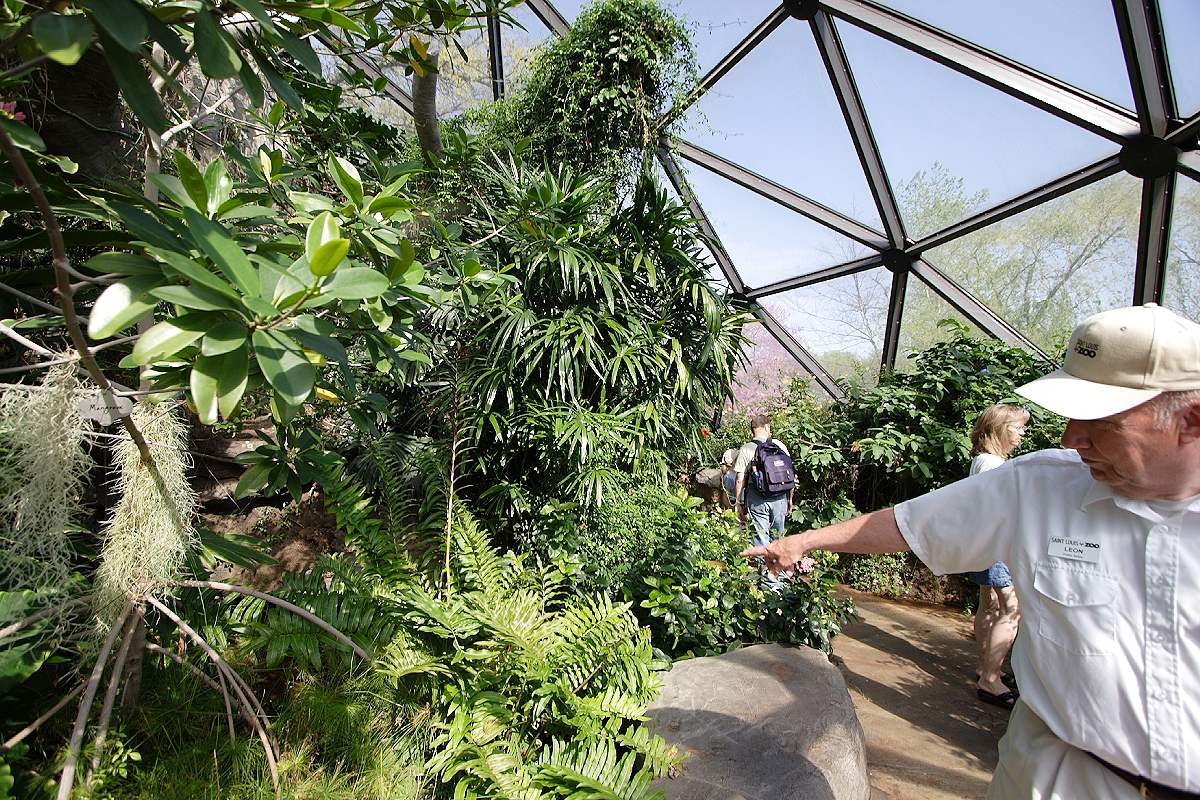
حديقة الفراشات في حديقة حيوان سانت لويس، ميزوري.

حديقة الحيوان كما تُعرف باسم حَيْر الحيوان قديماً أو حير الوحوش، هي حديقة أو منشآة مجهزة بتجهيزات خاصة لاحتضان الحيوانات الأليفة والبرية مقابل جذب الناس لمشاهدة مختلف الحيوانات مقابل رسوم من الزوار (يمكن أن تكون مجانية). تتنوع أنواع حدائق الحيوان كثيرًا من حدائق السفاري وصولًا إلى الأكواريومات العامة، يتم اصطياد مختلف أنواع الحيوانات من مختلف مناطق العالم كما يتم إطعامها وتربيتها هناك ونادرًا ما تلد الثدييات في حدائق الحيوان. حاليًا، يفوق عدد حدائق الحيوان الكبرى المفتوحة للعامة حول العالم الألف حديقة، وتقع نسبة 80% منها في المدن.

## التاريخ
تعد معارض الوحوش السلف السابق لحدائق الحيوان، ولهذه الحدائق تاريخ طويل منذ العالم القديم حتى الوقت الحاضر. اُكتشِفت أقدم مجموعة حيوانية معروفة تعود لحوالي عام 3500ق. م خلال عمليات تنقيب أجريت في هيراكونبوليس بمصر عام 2009. وكان من بين الحيوانات الغريبة المكتشفة في الموقع أفراس النهر وثيتل الهرتبيس والفيلة والرباح والقطط البرية. أنشأ ملك الإمبراطورية الآشورية الوسطى آشور بيل كالا حدائق حيوانية ونباتية خلال القرن الحادي عشر قبل الميلاد. امتلكت الإمبراطورة الصينية تانكي «منزلاً للغزلان» في القرن الثاني قبل الميلاد. وأبقى الملك ون (بالصينية: 周文王) حاكم مملكة تشو حديقة حيوان مساحتها 1500 أكر (6.1 كم2) وكان يُطلق عليها «لينغ يو» أو «حديقة الذكاء». وكان من بين جامعي الحيوانات المعروفين كل من الملكة سميراميس والملك آشوربانيبال اللذان حكما آشور والملك سليمان حاكم مملكة إسرائيل ومملكة يهوذا وملك بلاد بابل نبوخذ نصر الثاني. ووجِدت حدائق الحيوان في معظم دول مدن اليونان بحلول القرن الرابع قبل الميلاد، فيُعرف عن قيام الإسكندر الأكبر بإرسال الحيوانات التي عثر عليها في بعثاته الاستكشافية العسكرية إلى اليونان. واحتفظ أباطرة الرومان بمجموعاتٍ خاصة من الحيوانات بغرض دراستها أو استخدامها في الحلبات، ولكن أدائها في هذه الحلبات كان ضعيفاً بصورة ملحوظة.

### حدائق الحيوان الحديثة
غالباً ما اقتصرت وظيفة حدائق الحيوان حتى مطلع القرن التاسع عشر في أنها رمزت إلى القوة الملكية مثل مَعرضُ الوُحُوش للملك فرنسا لويس الرابع عشر في قصر فرساي. أما حدائق الحيوان التي ظهرت أيضاً خلال مطلع القرن التاسع عشر في مدن لندن وهاليفاكس وباريس ودبلن فقد ركزت على توفير معارض تعليمية لعامة الناس بغية الترفيه.

## طريقة العرض
- أقفاص الحيوانات والطيور
- متاحف الحيوانات والطيور المحنطة
- بحيرات صناعية
- متاحف للأحياء المائية والأسماك
- بيوت للزواحف
- مساحة مفتوحة للحيوانات العشبية

## القوانين

### أوروبا
قدَّم الاتحاد الأوروبي في شهر أبريل من عام 1999 مجموعة من الإرشادات تهدف لتعزيز دور المحافظة على حدائق الحيوان، فجعل القانون من المشاركة في المحافظة ونشر الوعي إحدى الشروط القانونية الموضوعة على حدائق الحيوان، واشترط على جميع الدول الأعضاء في الاتحاد العمل على إنشاء نُظم للترخيص والرقابة. أمَّا في المملكة المتحدة، فينظّم قانون ترخيص حدائق الحيوان لعام 1984 جميع حدائق الحيوان في البلاد. وتُعرّف حديقة الحيوان على أنها أية «منشآة تُبقي الحيوانات البرية بغية عرضها... ويستطيع عامة الناس الدخول إليها مقابل مبلغ ما أو مجاناً، وتفتح أبوابها من سبعة أيام فما فوق على مدة اثنا عشر شهراً متتابعاً»، ويستثني القانون متاجر الحيوانات الآليفة ومنشآت السيرك. ويشترط القانون خضوع جميع حدائق الحيوان للرقابة والحصول على تراخيص خاصة، وإبقاء الحيوانات في مساحات ذو بيئات مناسبة لها تستطيع فيها العيش بصورة طبيعية دون إظهار أي سلوكيات غريبة.

### الولايات المتحدة
تخضع جميع معارض الحيوانات العامة في الولايات المتحدة لترخيص ورقابة وزارة الزراعة ووكالة حماية البيئة وإدارة السلامة والصحة المهنية. وتعمل قوانين خاصة مثل قانون الأنواع المهددة بالانقراض لسنة 1973 وقانون رعاية الحيوان لسنة 1966 وقانون معاهدة الطيور المهاجرة لسنة 1918 وغيرها من القوانين على تنظيم أنشطة حدائق الحيوان الأمريكية تبعا لأنواع الحيوانات المعروضة في كل حديقة. كما يحق لحدائق الحيوان في أمريكا الشمالية الحصول على اعتماد رابطة حدائق الحيوان وأحواض السمك. وللحصول حديقة الحيوان على الاعتماد يجب على حديقة الحيوانات اجتياز عمليتي فحص وتطبيق وتحقيق معايير الرابطة حول رعاية وصحة الحيوانات، بالإضافة إلى معايير توظيف طاقم العمل وجمع التبرعات ومدى مشاركة الحديقة في الجهود العالمية المبذولة للحفاظ على الأنواع. يقوم بإجراء الفحص ثلاثة خبراء (وعادةً ما يتألف من طبيب بيطري واحد وخبير واحد مختص برعاية الحيوانات وخبير آخر مختص بعمليات وإدارة حدائق الحيوان)، ثم تقوم لجنة مؤلفة من اثنا عشر مختص بمراجعة تُمنح الحديقة على أساسها اعتماد الرابطة. وتُجدد عملية الاعتماد كل خمسة سنوات. قدرت رابطة حدائق الحيوان وأخواض السمك عام 2007 وجود ما يقرب من 2,400 معرض للحيوانات حاصل على ترخيص وزارة الزراعة الأمريكية، ونسبة 10% من هذه الحدائق حاصلة على الاعتماد.

## وصلات خارجية
- حدائق الحيوان حول العالم
- الاتحاد الدولي لحدائق الحيوان
- حديقة الحيوان - الموسوعة المعرفية الشاملة[وصلة مكسورة]
- اقدم حدائق الحيوان من مجلة العلوم الأمريكية - النسخة العربية